# Jamie xx
Jamie Smith (Londres, 28 de octubre de 1988), también conocido como Jamie xx, es un disyóquey, productor discográfico, mezclador  y compositor británico, que alcanzó relevancia en 2009 cuando junto con su banda The xx publicó el álbum del mismo nombre, el cual entró en el tercer puesto de la lista de éxitos musicales de Reino Unido, vendiendo más de cuatrocientas mil copias. En 2012, publicaron su segundo álbum Coexist, que al igual que xx, contó con elogios de parte de los críticos y tuvo éxito comercial en el territorio británico.
En junio de 2015, Smith publicó su álbum debut como solista In Colour, que también fue recibido con alabanzas por la prensa musical. También fue un importante éxito en Reino Unido al ingresar en el puesto 3 de la lista de álbumes. Asimismo, obtuvo posiciones favorables entre las primeras veinte de las listas de popularidad de países de Europa y Oceanía. En 2016, su trabajo In Colour fue nominado al Grammy en la categoría mejor álbum de dance/electrónica.

## Carrera musical

### Comienzos
Jamie xx nació el 28 de octubre de 1988 en el distrito londinense de Putney en Inglaterra, Reino Unido, como Jamie Smith. Es sobrino de dos disc jockeys; uno de ellos llamado Mick, que se desempeñaba en clubes neoyorquinos y, el otro que trabajaba para MTV y una estación de radio en Sheffield, Reino Unido. A los diez años, uno de sus tíos le regaló un tocadiscos y dos álbumes de house con canciones mezcladas, además, le enseñó a mezclar y tocar discos de vinilos. Smith sostiene que, en ese entonces, no tenía pasión por la música house, que solo mezclaba para aprender a utilizar el giradiscos. Desde una temprana edad también comenzó a tocar varios instrumentos musicales. Smith asistió a la escuela secundaria pública Elliott en Putney, Londres, donde conoció a Romy Madley Croft, Oliver Sim y Baria Qureshi. A los trece años empezó hacer música junto Romy, con quien también practicó el patinaje. Trabajó como disyóquey en el club nocturno FWD del bar Plastic People en Camden, Londres; allí conoció al DJ Four Tet, coproductor del tema «Seesaw» del álbum debut como solista de Smith, In Colour (2015).

### The xx
En 2005, Smith, como un instrumentista, formó una banda con Romy, Oliver y Baria. Ellos interpretaban versiones de canciones de artistas estadounidenses como Aaliyah, Timbaland y Womack & Womack. En 2008, Katie O'Neill un empleado de Young Turks, una división de XL Recordings, descubrió varias maquetas musicales de versiones que la banda había publicado en su cuenta de MySpace; los ejecutivos de Young Turks y XL, al quedar encantados con los demos, les propusieron un contrato discográfico. Poco tiempo después de que los integrantes firmaron con las discográficas, Diplo y Kwes, entre otros, empezaron a producir las canciones del álbum de estudio debut de la banda, xx; sin embargo, los integrantes de la agrupación quedaron insatisfechos con los sonidos de los temas, ya que según ellos los estilos musicales de las pistas no eran similares a sus trabajos y, también porque, al ser solo tres integrantes, tendrían que reproducir sonidos grabados en sus puestas en escenas en vivo, algo a lo que se rehusaban; así, Smith se encargó de la producción del álbum. El disco se tituló xx —veinte en números romanos— por la edad que tenían la mayoría de los integrantes de la banda al iniciar con la grabación. El 17 de agosto de 2009, The xx puso en venta su álbum de estudio debut xx en las tiendas musicales británicas y el 6 de octubre en los Estados Unidos a través de la compañía independiente Young Turks, respectivamente. El disco contó con la aclamación de los críticos  especializados de acuerdo con Metacritic que compiló veinticinco revisiones y le asignó una valoración de ochenta y siete (de un rango que va desde cero hasta cien). La revista NME lo ubicó en el puesto 237 de su lista de «los 500 mejores álbumes de todos los tiempos». El disco xx se situó en el puesto número 3 de la lista de álbumes británica, y vendió más de 400 000 unidades en Reino Unido; en reconocimiento a sus ventas en Reino Unido la British Phonographic Industry (BPI) lo certificó platino.
En 2009 Smith adoptó su nombre artístico de Jamie xx, que utilizó por primera vez en un extended play (EP) de cuatro temas que realizó para promocionar a xx. En el mismo año incursionó como mezclador con el tema «You've Got the Love» de Florence and the Machine. A partir de ello empezó hacer remezclas para otros artistas pop como Adele, Jack Peñate y Glasser. En 2010, xx ganó el galardón mejor álbum británico o irlandés del año en los Premios Mercury de 2010, y para los Brit Awards 2011, The xx estuvo nominada a los galardones artista revelación británico, grupo británico y álbum británico por xx.
Para inicios de septiembre de 2012, The xx lanzó su segundo álbum de estudio Coexist, producido totalmente por Smith. Coexist sé convirtió en el primer disco de la banda que obtuvo la posición número 1 de la lista de álbumes británica, por 58 000 unidades vendidas en su primera semana. El disco también obtuvo el primer puesto en las tablas de popularidad de Bélgica, Nueva Zelanda, Portugal y Suiza, y las primeras cinco posiciones en Estados Unidos, Australia, Francia, Alemania, Austria, Irlanda y España, entre otros. Según el reporte de ventas de fin de año de la BPI, Coexist fue el álbum en vinilo más vendido de 2012. La BPI lo certificó oro, por ventas de 100 000 en Reino Unido. En 2013, The xx volvió a ser nominada al galardón grupo británico en los Brit Awards, pero perdió ante Mumford & Sons.

### Solista
A finales de 2010, Smith remezcló la canción «NY Is Killing Me» de Gil Scott-Heron. El tema se emitió en las estaciones de radio de Reino Unido y Europa, y en enero de 2011 publicó otra mezcla, «I'll Take Care of U». El 21 de febrero de 2011 salió a los mercados musicales el álbum de remezclas We're New Here mediante Young Turks y XL Recordings, que consta de trece canciones extraídas del decimotercero y último álbum de estudio del cantante Scott-Heron, I'm New Here, de 2010. El sitio web Metacritic, al compilar veintiocho revisiones, le asignó a We're New Here una puntuación de ochenta y tres sobre cien, lo que significa alabanzas de parte de los articulistas especializados. El 6 de junio de 2011 Smith puso en venta su primer sencillo en cara A doble, «Far Nearer» / «Beat For».
En 2011, Smith coescribió y produjo el tema «Take Care» para el segundo álbum de estudio del rapero Drake, Take Care, que cuenta con la participación vocal de Rihanna. El tema se lanzó como un sencillo del disco y tuvo un éxito en los Estados Unidos y el Reino Unido al ingresar a los primeros diez puestos de la Billboard Hot 100 y la lista de sencillos británica, respectivamente. Asimismo, Smith produjo con Alicia Keys la canción «When It's All Over», que fue incluida en el quinto álbum de estudio de Keys, Girl on Fire (2012). También se acredita como uno de los compositores de «Drunk on Love» de Rihanna, para su sexto álbum Talk That Talk, de 2011.
El 1 de junio de 2015, Smith lanzó su álbum de estudio debut como solista, In Colour, a través de Young Turks y XL respectivamente. Consta de once temas, entre ellos «Girl», «Sleep Sound», «Gosh», «I Know There's Gonna Be» con Young Thug y Popcaan, y «Loud Places» con Romy, quien actúa en la banda The xx. Según el músico, algunas canciones habían sido compuestas desde cinco años atrás. In Colour, al igual que los trabajos previos del productor, fue recibido con alabanzas por los críticos; Metacritic lo calificó con ochenta y siete de cien puntos por treinta y nueve reseñas compiladas. El disco se situó en el puesto 3 de la lista de álbumes británica  y en la posición número 1 del Dance/Electronic Albums por 19 000 copias vendidas. Asimismo obtuvo posiciones favorables entre los primeros diez puestos de las listas de popularidad de Australia, Bélgica, Irlanda, Noruega, Países Bajos, Portugal y Suiza, entre otras. In Colour estuvo nominado al Premio Mercury por Mejor Álbum Británico o Irlandés del Año, y en los Mobo Awards al mejor álbum, respectivamente. Por otro lado, Smith obtuvo la candidatura al artista británico del año en los BBC Music Awards de 2015.
Las revistas Billboard, Spin, y Fact, entre ostras, incluyeron al sencillo «I Know There's Gonna Be (Good Times)» en sus listas de las mejores canciones de 2015. Asimismo fue considerada por varios críticos como una de las mejores canciones de In Colour y del verano de 2015. In Colour también figuró en varias publicaciones de periódicos y revistas como uno de los mejores álbumes del año 2015, entre ellos Pitchfork, que afirmó que «es un álbum lleno de perfectas decisiones», aludiendo a los temas que conforman el elepé y como ejemplo colocaron a «Good Times». Acerca de Smith, sostuvieron que con In Colour, «perfeccionó la habilidad» como productor después de sus previos trabajos xx (2009) y We're New Here (2011). Por otra parte, en una publicación para la revista Spin, el articulista Dan Weiss, con elogios por doquier, reconoció a Smith como el «productor del año 2015». 
El 5 de junio de 2015, Smith realizó el primer concierto en Londres de veintitrés fechas publicadas de la In Colour Tour para promover su álbum de estudio debut. Entre julio y agosto llevó a cabo la etapa estadounidense y desde el 15 hasta el 31 de octubre la europea con espectáculos en Holanda, Bélgica, Alemania, Finlandia, Rusia y Reino Unido. Para 2016, In Colour estuvo nominado al galardón mejor álbum de dance/electrónica para la 58.ª entrega de los Premios Grammy, y en los Brit Awards optó a los premios solista británico masculino y álbum británico del año por In Colour, respectivamente.

## Características musicales

### Influencias
Smith afirma que RJD2 fue uno de los disyoqueis que escuchó en su adolescencia. Piensa que dos de sus tíos que son DJ lo indujeron a interesarse en la música dance. Recuerda que cuando niño, uno de sus tíos para Navidad le regaló un tocadiscos y dos álbumes de mezclas, y lo enseñó a mezclar. Por otro lado, que cree que cuando tenía ocho años viajó a Nueva York para ver una actuación de su otro tío, Mick, en un bar de Manhattan. Según Smith, para las remezclas de We're New Here (2011) se inspiró en las grabaciones del disyóquey RJD2, a quien escuchaba en su adolescencia.

### Estilo musical
Jamie en su adolescencia tocó discos de vinilos de jazz y soul, y que después de escuchar música electrónica de baile y rap en un vídeo de monopatín, comenzó a compilar temas de dicho género. A los diecisiete años, Smith se sintió muy atraído por la música de baile al asistir al club nocturno FWD en el Plastic People en Londres. Afirma que con su primer disco como solista, In Colour, trató de crear un sonido que no fuera encasillado en «cualquier época o tendencia específica».

## Discografía
The xx
- xx (2009)
- Coexist (2012)
- "I See You" (2017)

Como solista
- In Colour (2015)
- In Waves (2024)

## Giras musicales
- In Colour Tour (2015)

## Premios y nominaciones
| Año  | Ceremonia        | Nominado  | Galardón                         | Resultado | Ref.   |
| ---- | ---------------- | --------- | -------------------------------- | --------- | ------ |
| 2015 | BBC Music Awards | Jamie xx  | Artista británico del año        | Nominado  | [ 39 ] |
| 2015 | Mobo Awards      | In Color  | Mejor álbum                      | Nominado  | [ 38 ] |
| 2015 | Mercury Prize    | In Color  | Mejor álbum británico            | Nominado  | [ 37 ] |
| 2016 | Brit Awards      | Jamie xx  | Solista británico masculino      | Nominado  | [ 46 ] |
| 2016 | Brit Awards      | In Colour | Álbum británico                  | Nominado  | [ 46 ] |
| 2016 | Grammy           | In Colour | Mejor álbum de dance/electrónica | Nominado  | [ 5 ]  |